# Tapacul emplomallat meridional
El tapacul emplomallat meridional (Merulaxis ater) és una espècie d'ocell de la família dels rinocríptids (Rhinocryptidae).

## Hàbitat i distribució
Habita els boscos del sud-est de Brasil.